# Simon Hamilton
Simon Hamilton (Newtownards, 17 marzo 1977) è un politico britannico del Partito Unionista Democratico (DUP), che è stato ministro dell'economia dell'esecutivo dell'Irlanda del Nord dal 2016 fino alle sue dimissioni nel gennaio 2017. Eletto nel 2007 all'Assemblea dell'Irlanda del Nord come membro del Partito Unionista Democratico (DUP), è il primo nella città di Strangford Lough.

## Istruzione
Hamilton ha studiato alla Regent House School e alla Queen's University Belfast laureandosi in storia/politica e giurisprudenza. È presidente della Unionist Society della stessa Università e membro del Senato della Queen's University.

## Carriera
Hamilton ha iniziato la sua carriera come revisore contabile presso una società di contabilità a Belfast. È stato impiegato come funzionario politico per il Partito Unionista Democratico (DUP) presso la sede del partito dal 2003 fino alla sua elezione all'Assemblea dell'Irlanda del Nord nel 2007. È stato eletto al Borough Council Ards nel 2005, ma non si è ripresentato alle elezioni del 2011. Hamilton è segretario dell'Harbour Lake Town Association del DUP e vicepresidente del New Ards Branch del DUP.